# آراکانیا (منطقه تاریخی)
آراکانیا (انگلیسی: Araucanía) نام به زبان اسپانیایی بود که در قرن هجدهم به منطقه شیلی محل سکونت مردمان ماپوچه معروف به مولوچ (که اسپانیایی‌ها به آن آراوکانوس نیز می‌گویند) داده شد.